# Liste d'artistes de dub
Cette liste recense des artistes, producteurs et musiciens notables, issus de la scène dub.
- Haut – A
- B
- C
- D
- E
- F
- G
- H
- I
- J
- K
- L
- M
- N
- O
- P
- Q
- R
- S
- T
- U
- V
- W
- X
- Y
- Z

## A
- The Aggrovators
- Alpha and Omega
- Alpha Steppa[1]
- Alborosie
- Horace Andy
- Asian Dub Foundation

## B
- Banco de Gaia
- Beats International
- Bedouin Soundclash
- The Black Seeds
- Black Uhuru[2]
- Bomb the Bass
- Dennis Bovell
- Brain Damage
- Glen Brown
- Bisou[3]

## C
- Herman Chin-Loy[4]

## D
- De Facto
- The Disciples
- Mikey Dread[2],[5],[6]
- Dreadzone
- Dub FX
- Dub Inc
- Dub Pistols
- Dub Trio
- Dub Syndicate
- Lucky Dube
- Dubioza kolektiv

## E
- Easy Star All-Stars
- The Expendables

## F
- Fat Freddy's Drop

## G
- Joe Gibbs[7]
- Groundation

## H
- Derrick Harriott
- High Tone
- Keith Hudson[8],[9],[4]
- Hermit[10]

## I
- Israel Vibration
- Ishiban[11]

## J
- Linton Kwesi Johnson[9]
- Jael

## K
- Kanka
- King Jammy[2],[5]
- King Tubby[5],[8],[9],[12]

## L
- Bill Laswell
- Bunny Lee
- Don Letts
- Long Beach Dub Allstars

## M
- Mad Professor[2],[8],[9],[13]
- Matisyahu

## N
- Niney[5]

## O
- The Orb[8]
- Ott.
- Ondubground[14]

## P
- Augustus Pablo
- Panda Dub[8]
- Prince Far I
- Lee Scratch Perry[9],[15]

## R
- Rebelution
- Junior Reid
- Rhythm and Sound
- Roots Radics
- Roots Tonic
- Roots Manuva

## S
- Saafi Brothers
- The Sabres of Paradise
- Salmonella Dub
- Santigold
- Scientist[2],[5]
- Jah Shaka[9]
- Bim Sherman
- Adrian Sherwood[2]
- Skream
- The Slackers
- Slightly Stoopid
- Sly and Robbie
- Smith & Mighty
- Sofa Surfers
- Soldiers of Jah Army
- Spacemonkeyz
- Burning Spear[2]
- Steel Pulse
- Sublime
- Stand High Patrol
- Stepper Sons[16]

## T
- Tackhead
- Thievery Corporation
- Errol Thompson[4],[5]
- Linval Thompson
- The Toasters
- Tosca
- The Twinkle Brothers

## U
- The Upsetters
- U Roy

## W
- Jah Wobble

## Y
- Yabby You

## Z
- Zenzile[8]
- Zion Train
- Tappa Zukie